# オオニオイガメ属
オオニオイガメ属（オオニオイガメぞく、Staurotypus）は、カメ目ドロガメ科に属する属。オオニオイガメ亜科の模式属。模式種はスジオオニオイガメ。

## 分布
エルサルバドル南部、グアテマラ、ベリーズ、ホンジュラス北西部、メキシコ（オアハカ州東部、カンペーチェ州、キンタナ・ロー州南部、タバスコ州、チアパス州、ベラクルス州南部、ユカタン州南部）

## 形態
最大種はスジオオニオイガメで最大甲長37.9cmとドロガメ科最大種。最小種はサルヴィンオオニオイガメで最大でも甲長25cmとドロガメ科内では大型種で構成される。背甲はややドーム状に盛り上がり、上から見ると中央部よりやや後方で最も幅が広くなる細長い楕円型。項甲板は縦幅が短く横幅の長い長方形。椎甲板と肋甲板にはそれぞれ１つずつ計3つの筋状の盛り上がり（キール）がある。後部縁甲板は滑らかで、やや外側に広がり反りあがる。腹甲は小型で、十字型。属名Staurotypusは「十字型」で腹甲の形状に由来すると思われる。胸甲板と腹甲板の間に蝶番を持つ。この蝶番は内側に閉まり蓋をするための物ではなく、逆に外側に開くことで口を開けながら頸部を収納する事ができ相手を威嚇しながら防御をするのに役立つ。橋は縦幅が短いが横幅が長く、腋下甲板と鼠蹊甲板は大型で互いに大部分が接する。腹甲の色彩は淡黄色や明灰色。
頭部は大型で、吻端は突出する。吻端は水面に突き出して呼吸したり、底質に突っ込み獲物を探すのに適している。下顎には2本の髭状突起がある。四肢には爪と水掻きが発達する。四肢や尾の基部には棘状の鱗があり、尾の背面には2列になった棘状の鱗が並ぶ。
幼体の背甲は扁平だが、成長に伴い甲高が盛り上がる。

## 生態
低地にある底質が泥で、水草が繁茂する流れの緩やかな河川や湖、池沼、湿地等に生息する。
食性は動物食傾向の強い雑食で、魚類、両生類、小型のカメ、昆虫類、甲殻類、貝類、果実、種子等を食べる。舌弓を動かし喉を膨らませることで口内に陰圧を作り食物を水ごと吸引し、堅い食物であれば強力な顎で粉砕して食べる。
繁殖形態は卵生。性染色体（性決定機構はXY型）を持ち雌雄は発生時の温度に左右されない（染色体性決定）。

## 分類
- Staurotypus salvinii　サルヴィンオオニオイガメ　Pacific coast giant musk turtle
- Staurotypus triporcatus　スジオオニオイガメ　Mexican giant musk turtle

## 人間との関係
生息地では食用とされることもある。
開発による生息地の破壊、水質汚染、食用やペット用の乱獲等により生息数は減少している。
ペットとして飼育されることがあり、日本にも輸入されている。以前は野生個体のみが稀に流通し、価格も高価だった。近年は欧米や日本国内での飼育下繁殖個体も流通するようになり、流通量が増えたため価格も低落した。協調性が悪い上に大型で顎の力が強いため、基本的に単独で飼育する。大型で成体は顎の力も強力なので、飼育の際には噛まれない様に注意が必要。
ベアタンクやアクアリウム、またはアクアテラリウムで飼育される。底砂を敷く場合もあるが、雑菌の温床となったり誤飲する可能性があるため敬遠されることもある。
野生個体は極端な偏食をする個体が見られたが、主に流通する繁殖個体は人工飼料や乾燥飼料にも餌付いていることが多い。また肥満しやすい傾向があるため水量を増やして運動できる範囲を広げたり餌の量を制限する必要がある。

## 画像

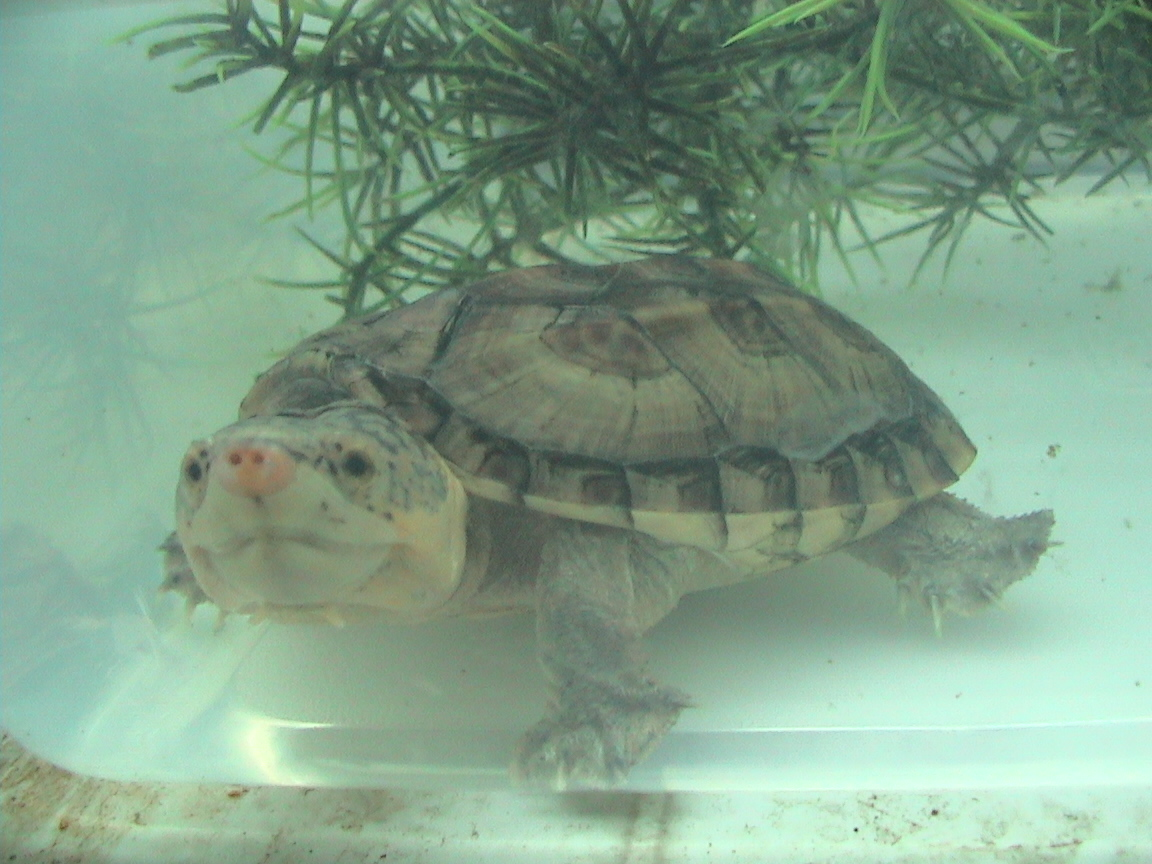
サルヴィンオオニオイガメ S. salvinii